# Mie Skov
Mie Skov (født 24. maj 1986 i Frederikssund) er en dansk kvindelig bordtennisspiller.

## Bordtennis
Mie Skov kvalificerede sig til OL 2012 i London. Kvalifikationen kom i hus ved et stævne i Luxembourg, hvor hun besejrede tre spillere.
I OL-turneringen 2012 vandt hun sin førsterundekamp over egypteren Nadeen El-Dawdatly med sætcifrene 4-0, inden hun tabte en tæt andenrundekamp mod polakken Natalia Partyka med 3-4 og 9-11 i det afgørende sæt.
Mie Skov afsluttede sin bordtenniskarriere i efteråret 2014.
I juli 2020 offentliggjorde hun, at hun planlagde at gøre comeback med henblik på at søge at kvalificere sig til OL, som på grund af coronaviruspandemien blev udskudt til 2021. Hun havde dog ikke held med forehavendet, idet hun ikke kom langt nok i nogen af de turneringer, der kunne kvalificere hende til legene i Tokyo.

## Privatliv
Mie Skov er opvokset i Frederikssund på Sjælland. Hun har tidligere været gift med badmintonspilleren Carsten Mogensen. Parret har sammen sønnen Benjamin, der blev født i 2015.

## Andre aktiviteter
Mie Skov vandt sæson 10 af Vild med dans i 2013 sammen med danseren Mads Vad. I finalen vandt parret over komikeren Uffe Holm og danseren Karina Frimodt.